# Němčičky nad Jevišovkou

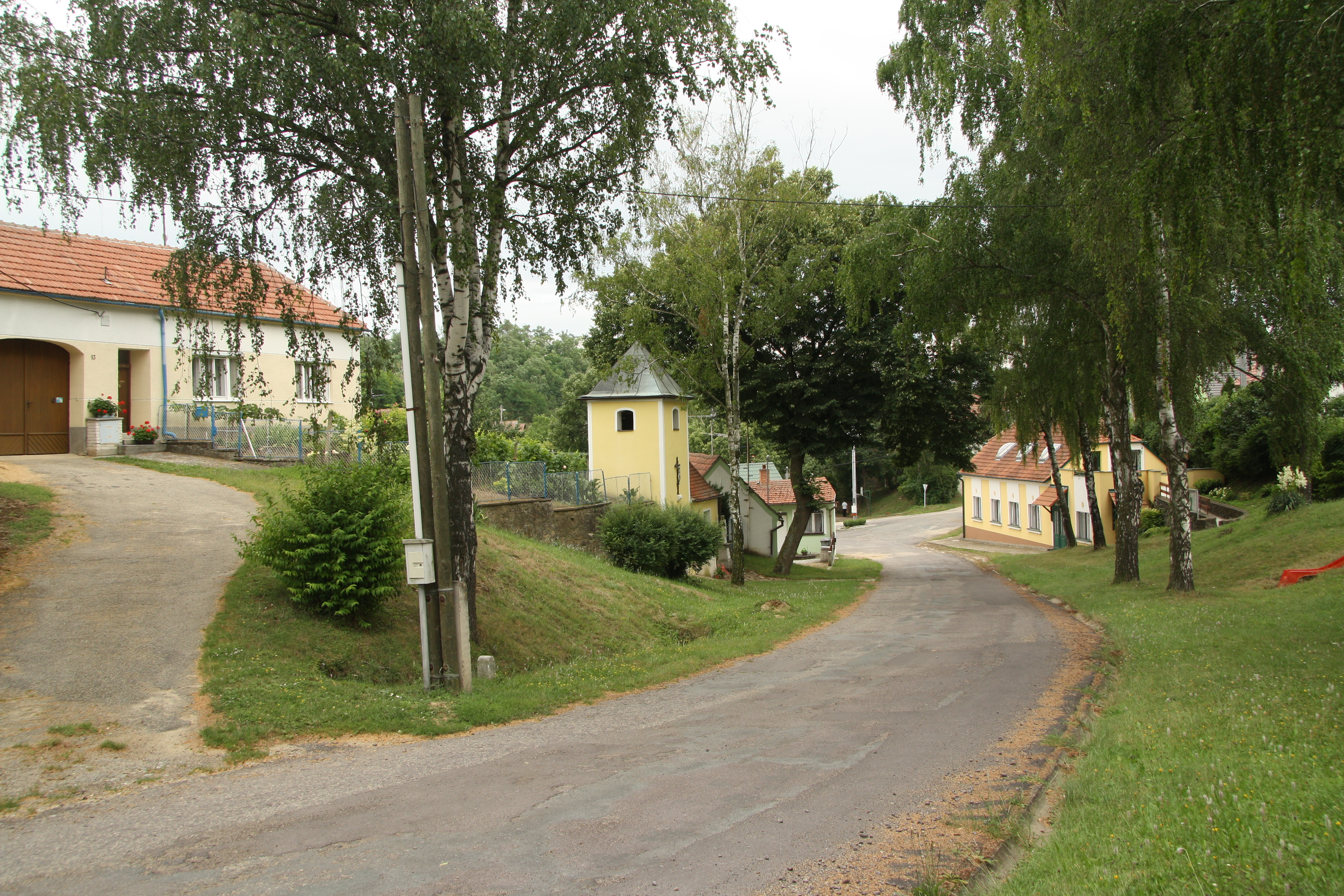
Ortszentrum

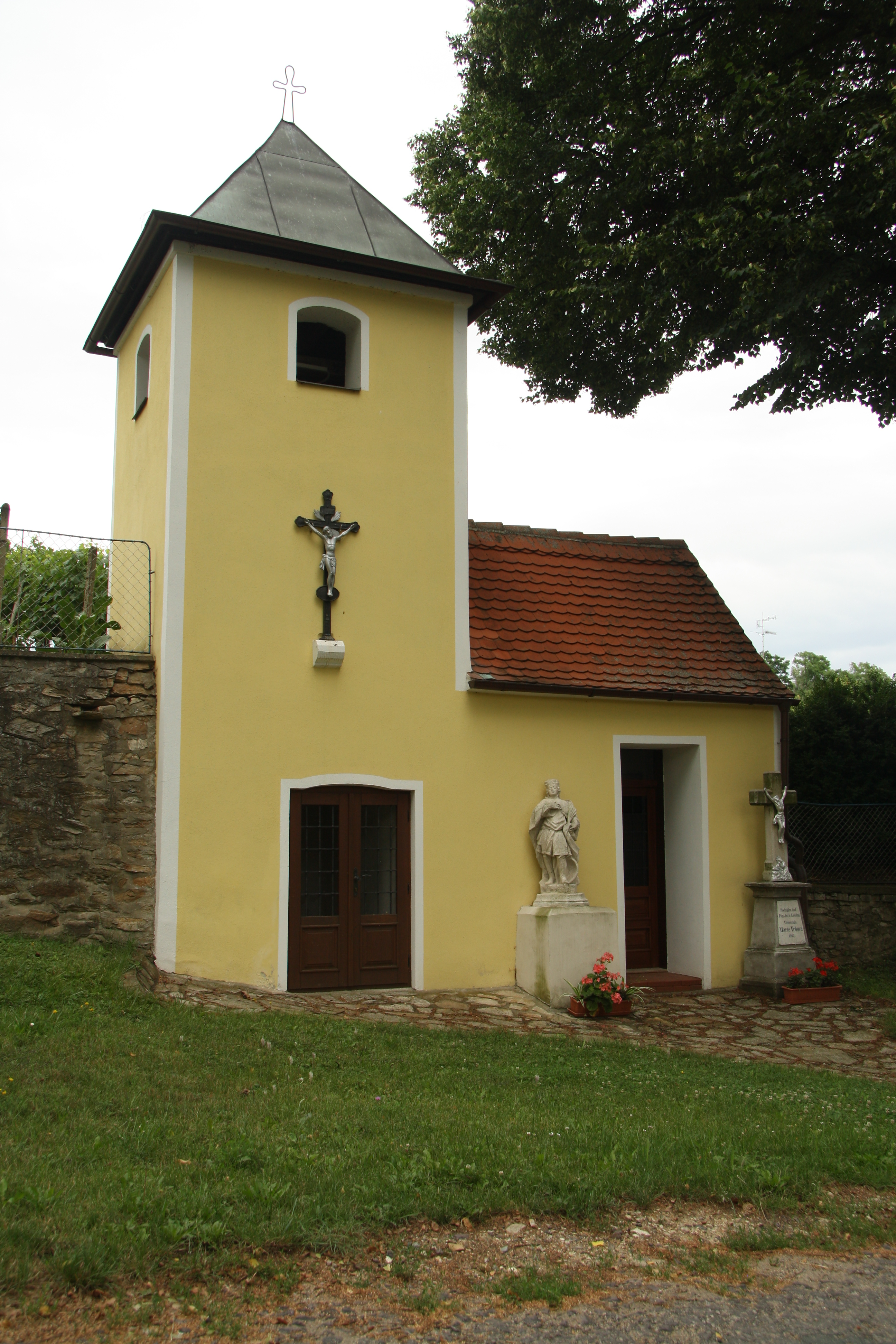
Glockenturm

Němčičky (deutsch Klein Niemtschitz) ist eine Gemeinde in Tschechien. Sie liegt zehn Kilometer nördlich von Znojmo und gehört zum Okres Znojmo.

## Geographie
Das hufeisenförmig angelegte Dorf Němčičky befindet sich im Tal des Mikulovický potok vor dessen Einmündung in die Jevišovka. Nordöstlich erhebt sich der Jezero (Jezera, 364 m) mit dem Teich Mikulovický jezero. Im Südosten liegt der Březivec (284 m), dahinter an der Jevišovka der Stausee Výrovice. 
Nachbarorte sind Mikulovice im Norden, Chaloupky im Nordosten, Horní Dunajovice und Domčice im Osten, Želetice, Žerotice und Výrovice im Südosten, Plaveč im Süden, Hluboké Mašůvky im Südwesten sowie Rudlice im Nordwesten.

## Geschichte
Auf dem Gebiet der Gemeinde ist durch archäologische Funde eine frühzeitliche Besiedlung seit dem Neolithikum nachweisbar. Aus dieser Zeitepoche stammen Funde bemalter Keramik. Weitere Funde stammen aus dem Äneolithikum und der Bronzezeit. Aufgefunden wurden auch Brandgräber mit Urnen sowie Werkzeuge und Silbermünze.
Die erste schriftliche Erwähnung des Dorfes erfolgte im Jahre 1350. In Němčičky befand sich eine Feste, die wahrscheinlich auch die Funktion eines Wachtturmes für die Burg Lapikus wahrnahm. 
Nach der Aufhebung der Patrimonialherrschaften bildete Malé Němčice ab 1850 eine Gemeinde im Bezirk Mährisch Budwitz. 
Während des Ersten Weltkrieges fielen elf Söhne der Gemeinde. Nach dem Ersten Weltkrieg zerfiel der Vielvölkerstaat Österreich-Ungarn und das Dorf wurde Teil der neuen Tschechoslowakischen Republik. Im Jahre 1923 erfolgte mit der Entdeckung eines bronzezeitlichen Gerippes mit Bronzearmbändern in einem Steingrab der bedeutsamste archäologische Fund. Die Elektrifizierung des Ortes war im Jahr 1930 abgeschlossen. Am 14. Juni 1944 stürzte bei Klein Niemtschitz ein amerikanischer Bomber ab und explodierte zwei Stunden später. Nach dem Ende des Zweiten Weltkrieges, kam die Gemeinde wieder zur Tschechoslowakei zurück. Nach der Auflösung des Okres Moravské Budějovice kam die Gemeinde 1961 zum Okres Znojmo.

## Gemeindegliederung
Für die Gemeinde Němčičky sind keine Ortsteile ausgewiesen.

## Sehenswürdigkeiten
- Kapelle in der Ortsmitte
- Statue des hl. Wendelin
- Statue des hl. Wenzel, an der Kapelle
- Ruinen der Feste
- Stausee Výrovice, südöstlich des Dorfes
- Naturreservat Mikulovický jezero, am Jezero
- Wassermühlen Culpovec und Jelínkův Mlýn, westlich des Ortes
- Reste der Burg Lapikus, westlich von Němčičky über dem Tal des Plenkovický potok
- Denkmal für die Opfer des Ersten Weltkriegs, errichtet 1935
- Gedenkstein für den Flugzeugabsturz von 1944